# 基仙奴·杜·阿曼龍
基仙奴·度·阿曼龍（Gilson do Amaral，1984年4月4日—）一般称作基仙奴，生于巴西，巴西职业足球运动员，现效力于日本職業足球联赛球会磐田喜悦队。